# اوبی‌بی
اوبی‌بی (آلمانی: Österreichische Bundesbahnen) شرکت ترابری ریلی اتریشی است، که در سال ۱۹۲۳ تأسیس شد.